# Tempelhofer Feld
Il Tempelhofer Feld (letteralmente: «prato di Tempelhof») è il più grande parco di Berlino. Con una superficie di circa 355 ettari, compresi gli edifici dell'aeroporto e il terreno circostante, è il più grande spazio aperto del mondo a trovarsi all'interno di una città.
È situato tra i quartieri di Neukölln e Schöneberg, e comprende il sito dell'ex Aeroporto di Berlino-Tempelhof, chiuso nel 2008. Ci sono stati tentativi di privatizzare il Tempelhofer Feld, ma questo è stato impedito dalle iniziative dei cittadini, che hanno anche indotto e vinto un referendum.